# دوبرومیرتسی
دوبرومیرتسی (به بلغاری: Dobromirtsi) یک منطقهٔ مسکونی در بلغارستان است که در شهرستان کیرکوفو واقع شده‌است.